# Autoroute A7 (Autriche)
Pour les articles homonymes, voir A7.
L'autoroute autrichienne A7 (en allemand : Mühlkreis Autobahn et en abrégé A7) est un axe autoroutier situé en Autriche, qui relie Linz et l'autoroute A1 à la commune d'Unterweitersdorf près de Freistadt dans le Mühlviertel d'où la voie rapide S10 conduit vers la frontière tchèque. C'est l'une des plus importantes liaisons entre la Haute-Autriche et les villes de České Budějovice et Prague en Tchéquie faisant partie de la route européenne 55.

## Historique
Le projet d'une liaison nord-sud pour le transport routier entre Linz et Prague via Freistadt et České Budějovice (Budweis) parvint déjà au milieu des années 1930. Après l'annexion de l'Autriche (Anschluss) par l'Allemagne nazie en 1938, les premiers travaux de construction pour la liaison de Linz, la capitale de la Haute-Autriche, à la West Autobahn ont débuté mais furent vite interrompus par la Seconde Guerre mondiale. 
Le raccordement de Linz n'est terminé qu'en 1964. Par la suite, a eu lieu l'ouverture des autres sections traversant le territoire de la ville jusqu'en 1979. Depuis, le projet d'une liaison routière vers la frontière tchécoslovaque a été repris dans le plan des infrastructures autrichiennes. Entre 1974 et 1982, le tracé actuel de l'autoroute reliant Linz et Unterweitersdorf est achevé.
L'ouverture de la frontière au cours de la révolution de Velours en 1989 a entraîné une forte augmentation du trafic routier entre l'Autriche et la Tchéquie. En 1993, le ministère tchèque des transports a annoncé la construction d'une autoroute de Prague via České Budějovice à la frontière autrichienne. Sur le côté opposé, le tronçon méridional de la voie rapide S10 (Mühlviertler Schnellstraße) reliant Unterweitersdorf et Freistadt fut inauguré en 2015.

## Description
L'échangeur autoroutier de la West Autobahn, le point de départ de l'itinéraire, se trouve à Ansfelden sur la rivière Traun au sud de Linz. L'autoroute traverse le territoire de la ville en passant au-dessus les voies de l'axe ferroviaires de l'Ouest et les rives du Danube. De là, la descente vers la région de Mühlviertel continue via Engerwitzdorf et Gallneukirchen dans la vallée de la Gusen jusqu'à Unterweitersdorf.